# Ángel Mena
Ángel Israel Mena Delgado (ur. 21 stycznia 1988 w Guayaquil) – ekwadorski piłkarz występujący na pozycji prawego skrzydłowego, reprezentant Ekwadoru, od 2025 roku zawodnik Orense.

## Kariera klubowa
Mena pochodzi z miasta Guayaquil i jest wychowankiem akademii juniorskiej tamtejszego zespołu CS Emelec. Do seniorskiej drużyny został włączony jako dziewiętnastolatek dzięki swoim udanym występom w młodzieżowych drużynach, w ekwadorskiej Serie A debiutując w 2007 roku. Początkowo pełnił rolę głębokiego rezerwowego, jednak już w kolejnych rozgrywkach zaczął regularniej pojawiać się na boiskach, a premierowego gola w najwyższej klasie rozgrywkowej strzelił 16 marca 2008 w przegranym 1:2 spotkaniu z Técnico Universitario. W kwietniu 2010 na zasadzie wypożyczenia udał się do niżej notowanego Deportivo Cuenca, gdzie występował bez większych sukcesów do końca roku jako kluczowy piłkarz. Po powrocie do Emelecu w sezonie 2011 zdobył z nim tytuł wicemistrza kraju i sukces ten powtórzył również rok później, podczas rozgrywek 2012. W sezonie 2013 wywalczył natomiast swoje pierwsze mistrzostwo Ekwadoru, lecz mimo regularnych występów pełnił przeważnie rolę rezerwowego ekipy boliwijskiego szkoleniowca Gustavo Quinterosa.